# Parque nacional de Samur-Yalama
El Parque Nacional Samur-Yalama es un parque nacional de Azerbaiyán. Fue establecido por el presidente de Azerbaiyán, Ilham Aliyev, el 5 de noviembre de 2012 dentro del territorio de los distritos administrativos de Xaçmaz. Su superficie es 11.772,45 hectáreas (117.7245 km²).
El objetivo del parque es la preservación de la diversidad biológica y genética de varias áreas naturales únicas, así como los objetos histórico-culturales de la región. Además, se pretende desarrollar el ecoturismo y la recreación. Algunas rutas turísticas comienzan en Yalama.

## Descripción
La porción más grande del parque se encuentra en la zona costera del Caspio, que está cubierta de bosques. Se pueden encontrar varios tipos de paisajes: paisajes del litoral, paisajes boscosos, paisajes de arbustos forestales, arbustos y paisajes áridos de estepa. Hay cuatro zonas climáticas, con diferentes cantidades de lluvia: en las zonas costeras menos de 350 mm, y en las zonas interiores más de 450 mm. El suelo varía de muy arenoso a muy arcilloso.

## Flora y fauna

### Flora
Las especies de árboles dominantes son el roble castaño y el árbol del hierro.

### Fauna
Algunas especies características son el milano negro, el águila imperial oriental, la nutria, el gato de la jungla, el lince, el rebeco, el maral y el oso pardo.
En las aguas costeras que pertenecen al parque nacional, se pueden encontrar el esturión estrellado, la trucha común, la anguila, el lucioperca y el kutum.